# Departement van Justitie (Den Haag)
Het Departement van Justitie (ook Justitiegebouw) is een voormalig gebouw van het ministerie van Justitie aan het Plein 2a in Den Haag.
Vanaf 1815 was Justitie gevestigd in het 17e-eeuwse huis van Brunswijk aan de Lange Poten, en vanaf 1862 ook in het naastliggende Huygenshuis. Beide werden voor het nieuwe ministeriegebouw in 1876 gesloopt, waarbij enkele interieurdelen hergebruikt zijn.
Het gebouw werd tussen 1876 en 1883 in neorenaissancestijl gebouwd door architect Cornelis Peters die toen net benoemd was tot Rijksbouwkundige voor de Gebouwen van Financiën. Het gebouw is aan de binnenkant en de buitenkant rijk gedecoreerd met werken van beeldhouwers Bart van Hove en Emil Bourgonjon.
Het gebouw heeft een kelderverdieping, parterre en twee verdiepingen en is samengesteld uit vier vleugels om een binnenplaats. De noordelijke en zuidelijke vleugel zetten zich in westelijke richting voort en omsluiten daar een tweede binnenplaats. Het gebouw kreeg naast kantoorruimten ook verschillende vergaderzalen voor de ministerraad en de Hoge Raad van Adel en een bibliotheek met glas-in-looddak.
In de gevel van het Departement van Justitie bevinden zich zes medaillons met portretten van Nederlandse rechtsgeleerden, te weten:
- Philippus van Leyden (ca. 1320 — 1382), rechtsgeleerde;
- Elbertus Leoninus (1519/20 — 1598), rechtsgeleerde;
- Hugo de Groot (1583 — 1645), Nederlands rechtsgeleerde;
- Cornelis van Bijnkershoek (1673 — 1743), advocaat, president van de Hoge Raad;
- Joan Melchior Kemper (1776 — 1824), staatsrechtgeleerde en staatsman;
- Johan Rudolph Thorbecke (1798 — 1872), liberaal staatsman, voorzitter van de Grondwetscommissie van 1848.

Het gebouw heeft de status rijksmonument en is onder nummer 17881 ingeschreven in het monumentenregister.
Tegenwoordig is het gebouw onderdeel van het gebouwencomplex van de Tweede Kamer. Diverse fracties hebben hier hun werk- en vergaderkamers. De voormalige bibliotheek van het gebouw is tegenwoordig bekend als de Handelingenkamer.